# Belrupt-en-Verdunois
Belrupt-en-Verdunois är en kommun i departementet Meuse i regionen Grand Est (tidigare regionen Lorraine) i nordöstra Frankrike. Kommunen ligger i kantonen Verdun-Est som tillhör arrondissementet Verdun. År 2022 hade Belrupt-en-Verdunois 541 invånare.

## Befolkningsutveckling
Antalet invånare i kommunen Belrupt-en-Verdunois
| Referens: INSEE |